# Жаметовка
Жаметовка (сло.: Žametovka) је црвена словеначка винска сорта грожђа. Позната је и под називима Аметовка и Кавчина чрна. То је једна од најстаријих домаћих сорти грожђа у Словенији. Некада је била популарна у штајерским виноградима, а још више, чак и данас, позната у Долењској на југоистоку Словеније - по црвенкастом вину цвичек. Производи вино чисто црвене боје. Једна лоза Жаметовке која расте у словеначком граду Марибору процењена од стране Гинисове књиге рекорда као најстарија жива лоза и даље производи грожђе више од 400 година.

## Мариборска лоза
Лоза која расте у Марибору је део прочеља Старе Винске куће која се налази у пределу Лент дуж реке Драве. На сликама куће које се чувају у Штајерском покрајинском музеју у Грацу види се да винова лоза расте још од 1657. године. 1972. године винову лозу тестирала је париска лабораторија, и потврђена је старост од преко 400 година. Током свог живота мариборска лоза преживела је османско-хабзбуршке ратове који су захватили цео регион, Наполеонову инвазију и владавину Илирским провинцијама, епидемију филоксере која је опустошила лозу Vitis vinifera широм континента, као и Први и Други светски рат.
Свака берба мариборске винове лозе даје довољно плода да се направи око 25 литара вина које се флашира у малим боцама од 250 мл које градско веће Марибора даје као свечани поклон достојанственицима а бивши председник Сједињених Држава Бил Клинтон добио је једну такву боцу. Папа Бенедикт XVI, јапански цар Акихито и бивши гувернер Калифорније Арнолд Шварценегер такођер су добили боце вина Жаметовка произведеног из мариборске лозе.
Резнице винове лозе такође се дају као поклони, тако је јордански краљ Абдулах II добио једну резницу, а бивши председник Словеније Милан Кучан има једну резницу у свом дому у Љубљани. 
Берба винове лозе и дробљење грожђа обављају се у октобру, у оквиру десетодневног фестивала Баханалија у Марибору.

## Вино
Жаметовка је касна сорта (сазрева средином октобра), умерене снаге, захтева бољу локацију винограда. Релативно је отпорна на зимски мраз, али мање на пролећни мраз. Период од почетка пупљења до пуне зрелости грожђа траје око 170 дана. Грозд је велик, средње компактан и тежи у просеку 250-400 г. Грожђе Жаметовка сазрева до високог нивоа шећера и производи богата вина са приметном слаткоћом и заосталим шећерима. Вино од мариборске лозе, које није доступно за јавну продају, Дејли Телеграф је описао као „заправо се не пије“.

## Синоними
Током година Жаметовка је била позната по различитим синонимима, укључујући Кавчина Црна, Капчина Кавчина, Коелнер блау, Коелнер Блауер, Заметаста чрнина, Заметна чрнина и Заметнина чрнина. 